# Obba Babatundé
Obba Babatundé (1 de diciembre de 1951) es un actor de escenario y en pantalla estadounidense, conocido por su actuación en la película Miss Evers' Boys, en Introducing Dorothy Dandridge y en el musical de 1981 Dreamgirls.

## Vida
Babatundé era un protegido de Sammy Davis, Jr. que dijo de él: «Este es el único gato que puede hacer todo que yo puedo hacer»." Babatundé hace baile, canta, toca instrumentos, hace imitaciones, incluyendo su interpretación de Davis. En el otoño de 2009, Babatundé interpretó a Davis en Sammy: Once in a Lifetime.
A principios de 2000, Babatundé se asoció con el escritor/productor Ruth Adkins Robinson para series como TV in Black: The First 50 Years, Oscar's Black Odyssey: From Hattie to Hallie y Dorthy Dandridge: An American Beauty. 
Tuvo un papel en Dawson's Creek, una aparición en Any Day Now y en Half & Half. También estuvo en How High, al igual que en la película Life, y coprotagonizó en Philadelphia como un senador en The Manchurian Candidate. También fue el director de un episodio de Friends, llamado "The One with All the Jealousy". Otras series en las que ha tenido papeles recurrentes son The Fresh Prince of Bel-Air, Chicago Hope, Rocket Power, Static Shock y Karen Sisco.